# Paraconchoecia diacanthus
Paraconchoecia diacanthus är en kräftdjursart som beskrevs av Chen och Lin 1994. Paraconchoecia diacanthus ingår i släktet Paraconchoecia och familjen Halocyprididae. Inga underarter finns listade i Catalogue of Life.